# 山中庄五郎
山中 庄五郎（やまなか しょうごろう、享和2年（1802年） - 天保14年（1843年））は、江戸時代後期の一揆指導者。

## 経歴・人物
近江甲賀郡氏川原村（現：滋賀県甲賀市水口町宇川）の農家（元庄屋）。
天保13年（1842年）、江戸幕府勘定方の市野茂三郎による検地増徴に反対し、野洲・甲賀・栗太3郡の農民約1万2000人が蜂起した近江天保一揆（甲賀一揆）を指導した一人である。検地は阻止されたが、同志の土川平兵衛らと共に捕えられ、江戸へ護送される途中で駿河の藤枝にて死亡し、正定寺に葬られた。